# دوزیچی
دوزیچی (به ترکی: Düziçi) یکی از شهرستان‌های استان عثمانیه ترکیه است.
این شهرستان در کرانه‌های مدیترانه و در منطقه کوه‌های نور واقع شده‌است.